# Charlotte Stoffel
Charlotte Stoffel (* 1981 in Göttingen) ist eine deutsche Politikerin (Bündnis 90/Die Grünen). Von Januar 2024 bis März 2025 war sie Abgeordnete der Hamburgischen Bürgerschaft.

## Leben
Nach der Schulzeit zog Stoffel 2002 für ein Studium nach Hamburg. Im Anschluss arbeitete sie in verschiedenen Wirtschaftszweigen als Assistentin der Geschäftsleitung. Seit 2016 ist sie für einen Hamburger Groß- und Einzelhandel für Leinentextilien tätig. Stoffel lebt mit ihrem Partner und ihrer gemeinsamen Tochter im Hamburger Stadtteil Altona-Nord.

## Politik
Stoffel ist seit 2017 Mitglied von Bündnis 90/Die Grünen. Sie war zubenannte Bürgerin im Kulturausschuss der Bezirksversammlung Altona.
Bei der Bürgerschaftswahl in Hamburg 2020 trat Stoffel für die Grünen im Wahlkreis Altona an, verpasste jedoch jeweils den Einzug in die Bürgerschaft. Am 2. Januar 2024 rückte sie für Miriam Putz in die Bürgerschaft nach. Zur Bürgerschaftswahl 2025 wurde sie weder auf der Wahlkreisliste, noch auf der Landesliste nominiert. Sie schied somit im März 2025 wieder aus der Bürgerschaft aus.